# Flugunfall von Llandow
Der Flugunfall von Llandow ereignete sich auf einem Charterflug der unter dem Namen Fairflight auftretenden, britischen Fluggesellschaft Air Flight am 12. März 1950. Eine Passagiermaschine vom Typ Avro 689 Tudor Mark V auf dem Weg von Dublin nach Llandow in Wales erlitt im Landeanflug einen Strömungsabriss und stürzte ab, wobei 80 der 83 Personen an Bord starben. Dieses Unglück war der bis dahin schwerste Flugunfall.

## Flugzeug
Das Flugzeug war eine Avro 689 Tudor Mark V, eine ursprünglich für 44 Passagiere ausgelegte Version der Avro Tudor. Die auf den Namen Star Girl getaufte Maschine mit dem Luftfahrzeugkennzeichen G-AKBY war im Jahr 1947 gebaut worden und trug die Werknummer 1417. Das viermotorige Langstreckenflugzeug war mit vier Kolbentriebwerken des Typs Rolls-Royce Merlin 621 ausgestattet. Nach dem Verschwinden der Star Ariel und dem Verschwinden der Star Tiger war das Image der Avro Tudor derart beschädigt, dass Maschinen dieses Typs nur noch als Frachtflugzeuge eingesetzt wurden. Die G-AKBY war eine von zwei Tudor, die von Don Bennett, dem ehemaligen Direktor der British South American Airways (BSAA) anfangs für den Stückguttransport und später als Tankflugzeuge während der Berliner Luftbrücke in seiner Gesellschaft Air Flight eingesetzt wurden. Nach dem Ende der Berlin-Blockade wurde die G-AKBY wieder in ein nun 78 Passagiere fassendes Verkehrsflugzeug umgebaut, das Bennett in seiner neuen Gesellschaft Fairflight betrieb.

## Passagiere, Besatzung und Flugplan
Die Maschine war privat gechartert worden, um Fans der Rugby Union zu einem internationalen Spiel nach Irland und wieder zurück zu fliegen. Die Passagiere wollten sich in Dublin ein Spiel der Walisischen Rugby-Union-Nationalmannschaft gegen die Irische Rugby-Union-Nationalmannschaft im Ravenhill Stadium ansehen. Das Spiel wurde im Rahmen des Five Nation Championship ausgetragen und endete mit einem 6:3-Sieg für die walisische Mannschaft. Ursprünglich war ein Flug mit nur 72 Passagieren geplant, sechs Personen wurden später zusätzlich für diesen Flug gebucht. So befanden sich 78 Passagiere an Bord, die Besatzung der Maschine war fünfköpfig.

## Unfallhergang
Auf dem Hinflug hatte es keine besonderen Vorkommnisse gegeben. Der Flug wurde an diesem Tag bei günstigen Wetterverhältnissen durchgeführt. Augenzeugen geben an, dass sich die Maschine um 15:05 Uhr im Anflug auf die Landebahn 28 des Flugplatzes Llandow in einer ungewöhnlich niedrigen Höhe befunden hatte. Das Fahrwerk war ausgefahren. Der Kapitän versuchte, den Sinkflug durch Erhöhen der Triebwerksleistung zu korrigieren und ließ die Maschine steigen. Das Flugzeug stieg steil auf 100 m Höhe, wobei sich der Nickwinkel immer weiter erhöhte, bis er 35 Grad erreichte. Dann kam es in einer Höhe von 100 Metern zum Strömungsabriss, die Maschine stürzte auf ein Feld hinter einer Baumreihe unmittelbar bei dem kleinen Weiler Sigingstone. Die Tudor schlug mit der rechten Tragflächenspitze zuerst auf den Boden auf, gefolgt von der Flugzeugnase und der linken Tragfläche, die beim Kontakt mit dem Boden vom Rumpf abrissen. Das Flugzeug drehte sich im Uhrzeigersinn und kam zum Stehen. Es gab keine Explosion beim Aufprall und es entstand auch danach kein Brand.

## Opfer und Überlebende
Zwei Passagiere, die auf zusätzlichen Sitzen saßen, die im hinteren Kabinenteil montiert worden waren, verließen die Maschine aus eigener Kraft und unverletzt. Ein dritter Mann, der zum Zeitpunkt des Absturzes auf der Toilette war und beim Aufprall das Bewusstsein verlor, überlebte, war aber vier Monate im Krankenhaus. Acht weitere Überlebende des Aufpralls starben später in Krankenhäusern an ihren Verletzungen, was die endgültige Zahl der Todesopfer auf 80 erhöhte. Unter den Toten befanden sich 75 Passagiere und alle fünf Besatzungsmitglieder; die Todesopferzahl setzte sich aus 73 Männern und 7 Frauen zusammen.

## Ursache
Nach dem Unfall wurde durch das britische Ministerium für Zivilluftfahrt eine Untersuchungskommission eingerichtet, welche die Ursache des Absturzes untersuchen sollte. Die Kommission kam zu dem Schluss, dass die wahrscheinliche Ursache des Unfalls die fehlerhafte Beladung des Flugzeugs war, wodurch der Schwerpunkt der Maschine erheblich nach hinten verschoben wurde. Durch die fehlerhafte Beladung sei die Wirksamkeit der Höhenruder beeinträchtigt gewesen. Als weiterer Faktor wurde genannt, dass die Maschine zum Unfallzeitpunkt durch einen 25-jährigen und damit relativ unerfahrenen Piloten gesteuert wurde.

## Bedeutung
Es war bis dahin der Flugunfall mit den meisten Todesopfern, beim Absturz des Luftschiffs USS Akron (ZRS-4) im Jahr 1933 hatte es mit 74 Opfern weniger Tote gegeben. Hinsichtlich der Opferzahl wurde das Unglück am 20. Dezember 1952 beim Unfall einer Douglas C-124 Globemaster II der United States Air Force mit 87 Toten übertroffen. In der zivilen Luftfahrt überstieg erst die Flugzeugkollision über dem Grand Canyon mit 128 Toten die Opferzahl dieses Unfalls. An Bord eines einzigen, zivilen Verkehrsflugzeugs gab es erst 1958 auf dem KLM-Flug 607-E mit 99 Opfern mehr Tote.

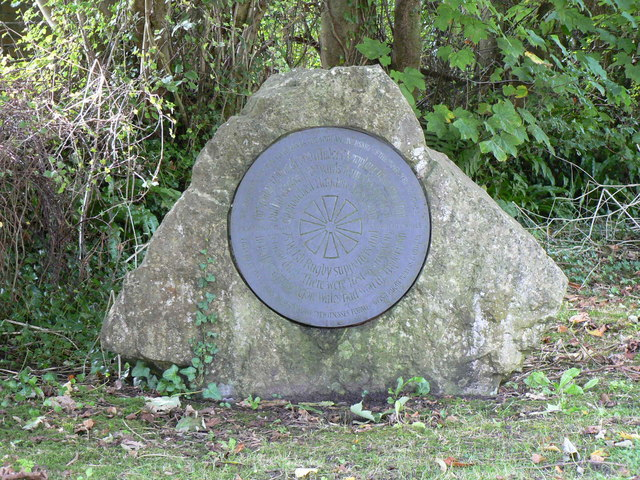
Die 1990 enthüllte Gedenktafel

## Gedenken
Unter den Opfern befanden sich drei Mitglieder des Abercarn Rugby Football Club. Der Llanharan Rugby Football Club verlor sechs Mitglieder seiner Spielmannschaft. Beide Clubs gedachten der Opfer, indem sie Symbole in ihre Clubabzeichen integrierten, die auf den Zwischenfall verwiesen. Das Logo des Abercarn Rugby Football Club enthält seitdem etwa einen Flugzeugpropeller. Am 25. März 1950, beim letzten Spiel der Meisterschaft 1950 gegen die französische Rugby-Union-Nationalmannschaft im Cardiff Arms Park, hielt die Menge eine Schweigeminute ab, während fünf Trompeter den Opfern des Flugzeugabsturzes die letzte Ehre erwiesen. Im Jahr 1990, 40 Jahre nach dem Absturz, wurde nahe dem Absturzort eine Gedenktafel enthüllt.